# Казарян, Ашот (государственный деятель)
Ашот Казарян (арм. Աշոտ Ղազարյան; 1902—?) — советский армянский хозяйственный, государственный и политический деятель. Председатель Исполнительного комитета Ереванского совета депутатов трудящихся с 4 сентября 1944 по 2 апреля 1945 года.

## Биография
Ашот Казарян родился в 1902 году в городе Александрополь (ныне Гюмри). С 1917 года работал местном комендантском управлении, и в то же время учился в Торговом училище. Затем окончил Тифлисский политехнический институт.
С 1928 года работал на Днепрострое, затем в Ленинграде. Вернувшись в Армению в 1932 году, был назначен начальником Канакерстроя и директором Канакерской ГЭС. В 1940 году стал директором Ереванского завода им. Кирова.
Занимал должность первого заместителя председателя Исполнительного комитета Ереванского совета депутатов трудящихся. 4 сентября 1944 года был избран председателем Ереванского горисполкома. Занимал этот пост до 2 апреля 1945 года.